# 歌のグランプリ
『歌のグランプリ』（うたのグランプリ）は、1975年4月8日から同年9月23日までTBS系列局で放送されていたTBS製作の歌謡番組である。放送時間は毎週火曜 20:00 - 20:55 （日本標準時）。

## 概要
特定の司会者を置かずに、各回のゲストに合わせた特集を組んでいた歌謡番組。船越英二が父親役、梓みちよが長女役、笑福亭鶴光が長男役、ケイ・アンナが次女役でレギュラー出演していたが、彼らは司会者ではなかった。
関西地区では、前番組『一億人の歌謡曲』までは朝日放送がネット局になっていたが、1975年3月に行われた腸捻転の解消により、本番組からは毎日放送がネット局になった。
この番組のキャンディーズゲスト回の映像は、2015年11月4日にソニー・ミュージックから発売されたDVD-Audio規格のディスク『キャンディーズ メモリーズ FOR FREEDOM』に収録されている。